# Fontanezja

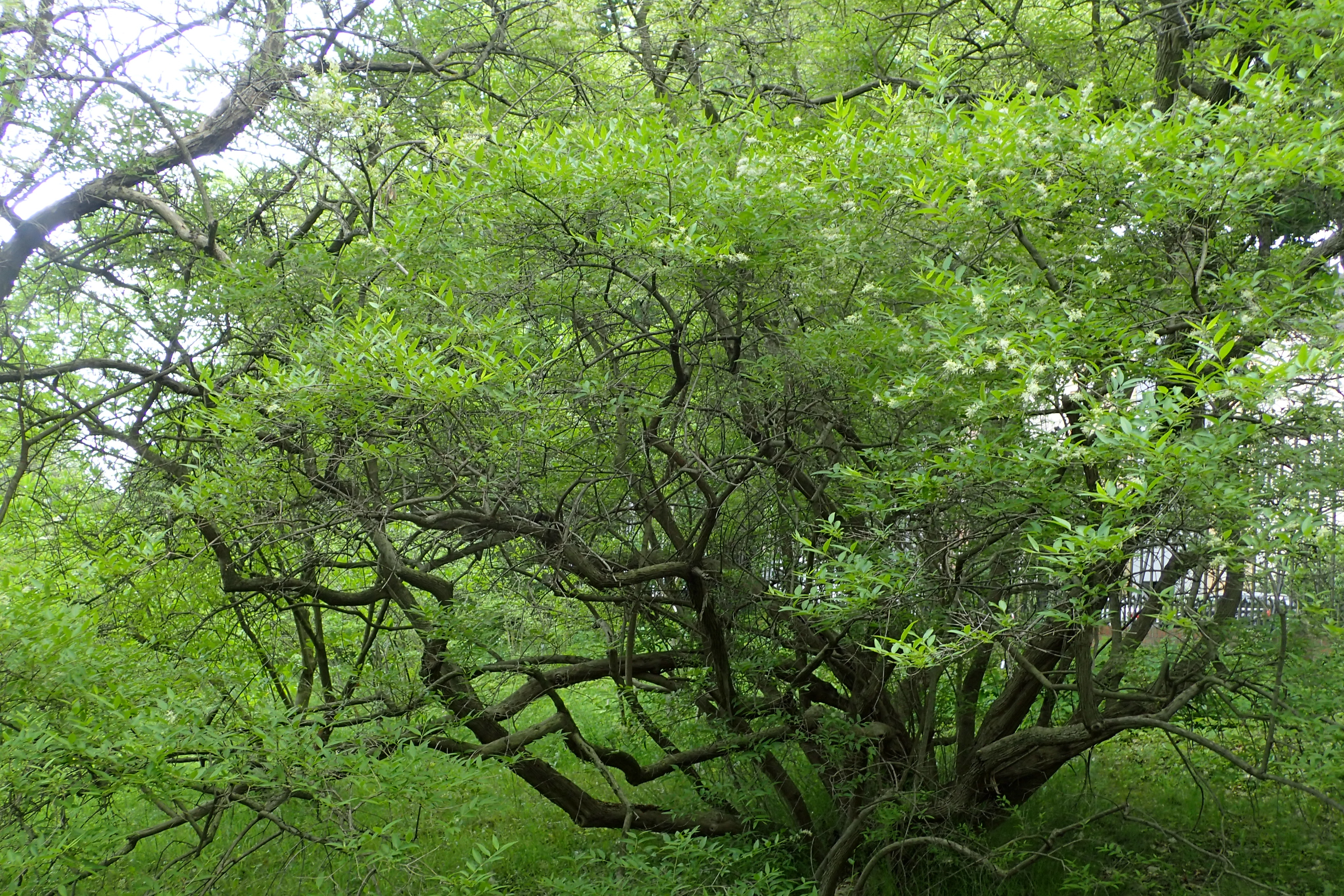
Pokrój F. fortunei

Fontanezja (Fontanesia Labill.) – rodzaj roślin należący do rodziny oliwkowatych. Obejmuje dwa taksony, którym w różnych ujęciach nadawana jest ranga podgatunków w ramach jednego gatunku lub oba mają status gatunków. Jeden z nich – fontanezja wąskolistna F. philliraeoides (jako podgatunek – F. philliraeoides subsp. philliraeoides) rośnie w Turcji, Syrii i Libanie oraz na jednym stanowisku w południowo-wschodniej Sycylii (jako introdukowany także we Włoszech na Półwyspie Apenińskim). Drugi – fontanezja Fortune'a F. fortunei (jako podgatunek – F. philliraeoides subsp. fortunei) rośnie we wschodnich Chinach (prowincje: Anhui, Hebei, Henan, Hubei, Jiangsu, Shaanxi, Szantung i Zhejiang), a jako roślina introdukowana – na Półwyspie Koreańskim. Fontanezja z Chin rośnie tam w wąwozach, nad strumieniami i w lasach, a śródziemnomorska w suchych zaroślach na zboczach wzgórz.
Rośliny uprawiane są jako ozdobne. Fontanezja wąskolistna rozpowszechniona jest w basenie Morza Śródziemnego, poza tym jest rzadko spotykana ze względu na dużą wrażliwość na mróz. Szerzej rozpowszechniona jest fontanezja Fortune'a (f. chińska), sprowadzona do Europy (najpierw do Francji) w 1845. Rośliny nie są wymagające odnośnie do siedliska. Mogą być uprawiane powyżej 6 strefy mrozoodporności. Opisywane są jako nie mające większej wartości dekoracyjnej. W Chinach sadzone są w żywopłotach. Poza tym uprawiane są jako rośliny osłonowe, wiatrochłonne, tło dla innych nasadzeń i w kolekcjach botanicznych.
Nazwa rodzaju upamiętnia francuskiego botanika – René Louiche Desfontaines (1750-1833).

## Morfologia
PokrójKrzewy, rzadziej rośliny wyrastające w niewielkie drzewa osiągające maksymalnie 8 m wysokości, a zazwyczaj do 5 m (uprawiane w Europie Środkowej osiągają do 2 m). Pędy prosto wzniesione, nagie, luźne. Młode zielone, cienkie (boczne długopędy o średnicy ok. 1 mm) i czterokanciaste. Starsze obłe i szare.
LiścieNaprzeciwległe, opadające zimą, ale długo utrzymujące się jesienią. Zielone i całobrzegie u taksonu wschodnioazjatyckiego oraz zielonoszare i drobno piłkowane (szorstkie na krawędzi) u taksonu śródziemnomorskiego. Blaszka siedząca lub na krótkim ogonku (do 0,5 cm), lancetowata i długo zaostrzona, osiągająca od 2 do 7 (rzadko do 11) cm długości.
KwiatySkupione w szczytowych gronach o długości do ok. 6 cm oraz w okółkach w kątach liści w górnej części pędów. Kwiaty zwykle obupłciowe, czterokrotne, niewielkie, na szypułkach do 2 mm długości. Kielich z drobnymi, jajowatymi działkami o długości ok. 0,5 mm. Płatki korony u nasady tylko zrośnięte, lancetowate, białozielonkawe o długości do 3 mm. Pręciki dwa, wystające z rurki korony lub nie, osadzone u nasady płatków. Zalążnia dwukomorowa, z pojedynczymi zalążkami w każdej z nich.
OwoceSkrzydlaki zawierające jedno lub dwa nasiona, te spłaszczone i otoczone skrzydełkiem. Dojrzałe są barwy żółtobrązowej, mają kształt jajowatoeliptyczny i długość poniżej 1 cm.

## Systematyka
Rodzaj z monotypowego plemienia Fontanesieae L. Johnson w obrębie rodziny oliwkowatych Oleaceae.
Rodzaj dzielony jest na dwa taksony o różnej randze u różnych autorów – jedni uznają je za dwa różne gatunki, inni traktują jako podgatunki jednego gatunku. Różnice morfologiczne między nimi są niewielkie (takson śródziemnomorski ma bardziej szarawe liście i bardzo drobno piłkowane na brzegu – szorstkie), istotnie się natomiast różnią wrażliwością na mróz.
Wykaz gatunków
- fontanezja Fortune'a, f. chińska[7] – Fontanesia fortunei Carrière[4]; Fontanesia philliraeoides subsp. fortunei (Carrière) Yaltirik in P. H. Davis, Fl. Turkey. 6: 147. 1978[5]
- fontanezja wąskolistna[7] – Fontanesia philliraeoides Labill.[4]; Fontanesia philliraeoides subsp. philliraeoides

W 1998 opisano nowy gatunek z tego rodzaju w Chinach jako Fontanesia longicarpa K.-J. Kim (różnić się miał się rozmiarami owoców), ale nie został on uznany i traktowany jest jako synonim F. fortunei.